# Ukanje
Ukanje este o localitate din comuna Kanal ob Soči, Slovenia, cu o populație de 50 de locuitori.